# Irakli Tsereteli
Irakli Tsereteli (em georgiano: ირაკლი წერეთელი; em russo: Ира́клий Гео́ргиевич Церете́ли) (20 de novembro de 1881 - 20 de maio de 1959), também conhecido como Kaki Tsereteli foi um político georgiano, um dos líderes do Partido Operário Social-Democrata Russo (POSDR) e depois dos mencheviques georgianos no Partido Operário Social-Democrata Georgiano. 

## Biografia
Irakli Tsereteli nasceu em Kutaisi (atual Geórgia) numa família nobre. Estudou na Universidade de Moscovo onde se envolveu nos protestos estudantis, o que motivou o seu exílio na Sibéria em 1902. À sua saída da prisão, Tsereteli aderiu ao POSDR, situando-se do lado menchevique junto com Julius Martov contra Lenin e os bolcheviques no II Congresso do partido (Londres, 1903). Tsereteli ocupou-se da edição do jornal georgiano pró-menchevique Kvali, mas exiliou-se em Alemanha pela crescente pressão das autoridades. Regressou à Rússia durante a Revolução de 1905 e foi eleito para a Duma, convertendo-se de facto num dos líderes mencheviques. Após a dissolução da Duma, Tsereteli foi sentençado a cinco anos de prisão e, posteriormente, em 1913, foi exiliado em Irkutsk, convertendo-se no aglutinador de um círculo de moderados internacionalistas (a maior parte dos quais mencheviques, membros do Partido Socialista Revolucionário e alguns então bolcheviques) denominado os "Zimmerwaldistas Siberianos".
Tsereteli conseguiu regressar a Petrogrado após a Revolução de Fevereiro de 1917, liderando o soviete de Petrogrado. Desde aí, propus um programa intitulado Defensismo revolucionário que prescrevia um enérgico trabalho a favor de um acordo internacional para finalizar a Primeira Guerra Mundial e um trabalho igualmente enérgico para se defender da Alemanha na medida em que a guerra continuasse. Tsereteli participou também no governo provisório menchevique, primeiro como Ministro de Correios e Telégrafos (maio-agosto de 1917) e depois como Ministro do Interior (julho-agosto de 1917). 
Após a Revolução de Outubro de 1917, os bolcheviques ordenaram o arresto de Tsereteli, o que favoreceu o regresso de Tsereteli a Geórgia, que em maio de 1918 declarou a sua independência como República Democrática de Geórgia. Ele não teve qualquer papel relevante, mas obteve um assento na Assembleia Constituinte e representou o novo país na Conferência de Paz de Paris (1919). Após a invasão de Geórgia pelo Exército Vermelho em 1921, Tsereteli permaneceu na oposição, mas terminou emigrando em 1923 a Paris. 
Tsereteli manteve as suas ideias internacionalistas, opondo-se à deriva face ao nacionalismo dos principais líderes mencheviques, nomeadamente o liberal-nacionalista Zurab Avalishvili e o social-democrata Noi Zhordania. Tsereteli aceitou o direito de Geórgia à sua independência, mas rechaçou a ideia de Zhordania e outros exiliados georgianos de que a dominação bolchevique era igual à dominação imperial. Ainda mais, ele insistia em estabelecer uma colaboração estreita entre os mencheviques russos e georgianos contra os bolcheviques, mas rechaçava para o mesmo a colaboração com os nacionalistas georgianos. Isso favoreceu o isolamento de Tsereteli e a sua progressiva saída da política. Na década de 1940, emigrou aos Estados Unidos, onde continuou a escrever sobre a história da revolução, até a sua morte em Nova Iorque em 1959. 